# شبکه تلویزیونی اسپیس
شبکه تلویزیونی اسپیس(به ترکی آذربایجانی:Space TV) از شبکه‌های تلویزیونی جمهوری آذربایجان و جزء گروه کانال‌های خصوصی (عمومی) که در ۱۲ اکتبر ۱۹۹۷ تأسیس شده‌است.